# Sent Legèr de Colondanas
Sent Legèr (en francès Saint-Léger-Bridereix) és una comuna (municipi) de França, a la regió de la Nova Aquitània, departament de la Cruesa. La seva població al cens de 1999 era de 174 habitants. Està integrada a la Communauté de communes du Pays Sostranien.

## Demografia
| 1968 | 1975 | 1982 | 1990 | 1999 |
| ---- | ---- | ---- | ---- | ---- |
| 262  | 236  | 210  | 184  | 174  |

## Administració
| Període   | Identitat      | Partit |
| --------- | -------------- | ------ |
| 2001-2008 | Daniel Carry   |        |
| 2008-     | Michel Burille | PS     |